# Alice de Lencquesaing

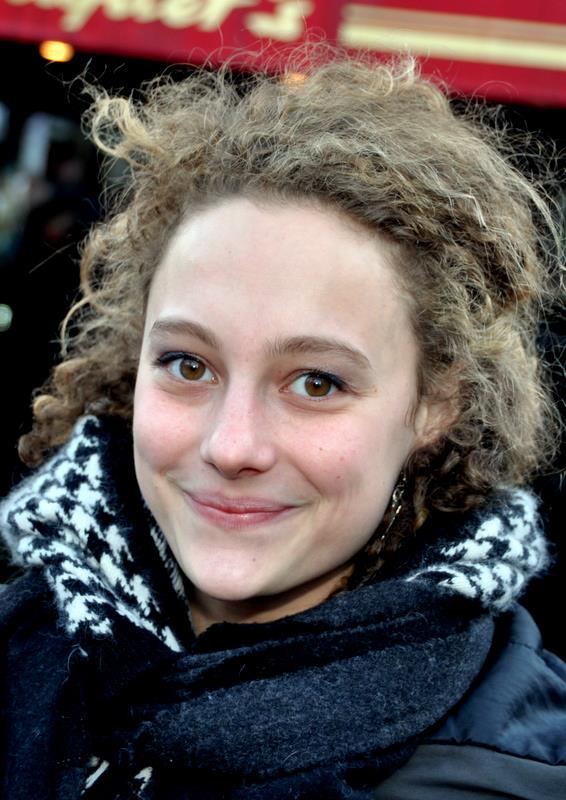
Alice de Lencquesaing (2013)

Alice Zoé de Lencquesaing (* 11. August 1991 in Paris) ist eine französische Schauspielerin.

## Leben
Alice de Lencquesaing ist die Tochter der Kamerafrau Caroline Champetier und des Schauspielers Louis-Do de Lencquesaing. Ihr Schauspieldebüt gab sie in dem 2003 erschienenen Filmdrama Kleine Wunden von Pascal Bonitzer, in dem auch ihr Vater eine Rolle innehatte. Im Kurzfilm ihres Vaters Même pas en rêve und seinem Langspielfilmdebüt Au galop spielte sie mit. Im von Vincent Martorana inszenierten Drama Immer nur ihn übernahm de Lencquesaing 2006 erstmals eine Rolle in einem Fernsehfilm.

## Filmografie (Auswahl)
- 2003: Kleine Wunden (Petites coupures)
- 2006: Immer nur ihn (La dérive des continents) (TV)
- 2007: Water Lilies (Naissance des pieuvres)
- 2008: Ende eines Sommers (L'heure d'été), Regie: Olivier Assayas
- 2009: Der Vater meiner Kinder (Le père de mes enfants)
- 2009: Même pas en rêve
- 2011: Poliezei (Polisse)
- 2012: Au galop
- 2012: La tête la première
- 2013: Die Nonne (La Religieuse)
- 2014: Das Glück beim Tanzen (Ceux qui dansent sur la tête) (TV)
- 2014: La prochaine fois je viserai le cœur
- 2014: Bodybuilder
- 2014: Der Zoo des Monsieur Vanel (Le zoo de monsieur Vanel) (Kurzfilm)
- 2014: Tokyo Fiancée
- 2015: L’antiquaire
- 2015: Marguerite et Julien
- 2015: Im Auge des Wolfes – Dealer gegen Diebe (Braqueurs)
- 2015: Familie auf Rezept (Ange et Gabrielle)
- 2015: Looking for Rohmer
- 2015: The Crew
- 2016: Monsieur Chocolat (Chocolat)
- 2016: Noces
- 2016: Frantz
- 2016: Die Lebenden reparieren (Réparer les vivants)
- 2017: Eine bretonische Liebe (Ôtez-moi d’un doute)
- 2017: Miss Mobbing (Corporate)
- 2018: Vorhang auf für Cyrano (Edmond)
- 2019: Aus der Spur (Dérapages, Fernsehsechsteiler)
- 2020: Hilfe, die Kinder sind zurück! (Chacun chez soi)
- 2021: Das Ereignis (L'événement)